# تصريح الدوحة
أطلق الاجتماع الوزراي الرابع لمنظمة التجارة العالمية ما يعرف باسم تصريح الدوحة حول اتفاقية تريس والصحة العامة أو ما يعرف اختصارا باسم تصريح الدوحة وذلك في 14 نوفمبر 2001.

## نص التصريح
1. نحن ندرك خطورة المشاكل الصحية العامة التي تواجهها العديد من البلدان النامية والبلدان الأقل نموا، لا سيما تلك الناجمة عن نقص المناعة البشرية / الإيدز، والسل، والملاريا وغيرها من الأوبئة.
2. نشدد على ضرورة أن يكون اتفاق منظمة التجارة العالمية بشأن الجوانب المتصلة بالتجارة لحقوق الملكية الفكرية (اتفاق تريبس) جزءا من العمل على نطاق أوسع وطنيا ودوليا لمعالجة هذه المشاكل.
3. نحن ندرك أن حماية الملكية الفكرية أمر مهم لتطوير أدوية جديدة. ونسلم أيضا بالمخاوف من آثارها على الأسعار.
4. نحن نتفق على أن اتفاق تريبس لا ولا ينبغي له أن يمنع الأعضاء من اتخاذ تدابير لحماية الصحة العامة. تبعا لذلك، وبينما نكرر تأكيد التزامنا باتفاق تريبس، نؤكد أن الاتفاق يمكن وينبغي أن يفسر وينفذ بطريقة تدعم حق أعضاء منظمة التجارة العالمية في حماية الصحة العامة، وعلى وجه الخصوص، للوصول إلى تشجيع الحصول على الأدوية للجميع. وفي هذا الصدد، نؤكد من جديد حق أعضاء منظمة التجارة العالمية لاستخدام، على نحو كامل، الأحكام الواردة في اتفاق تريبس، والتي توفر المرونة اللازمة لهذا الغرض.
5. وتبعا لذلك وفي ضوء الفقرة 4 أعلاه، ومع الحفاظ على التزاماتنا في اتفاق تريبس، نحن ندرك أن هذه المرونة تتضمن ما يلي :
  1. عند تطبيق قواعد التفسير المعتادة للقانون الدولي العام، يجب قراءة كل حكم من أحكام اتفاق تريبس في ضوء الهدف والغرض من هذا الاتفاق كما تم التعبير عنه، على وجه الخصوص، في أهدافها ومبادئها.
  2. لكل بلد عضو الحق في منح التراخيص الإجبارية، وحرية تحديد الأسس التي يتم منح هذه التراخيص على أساسها.
  3. (ج) لكل بلد عضو الحق في تحديد ما يشكل حالة طوارئ وطنية أو الظروف الأخرى من حالات الضرورة القصوى، على أن يكون مفهوما أن أزمات الصحة العامة، بما فيها تلك المتعلقة بفيروس نقص المناعة البشرية/الإيدز، السل، والملاريا وغيرها، يمكن أن تمثل حالة طوارئ وطنية أو ظروف أخرى من الضرورة القصوى.
  4. يترتب على الأحكام الواردة في اتفاق تريبس التي لها صلة باستنفاد حقوق الملكية الفكرية هو ترك كل عضو حر في إقامة نظامه الخاص لمثل هذا الاستنفاد من دون تحد، تخضع لمعاملة الدولة الأولى بالرعاية والمعاملة الوطنية لأحكام المادتين 3 و 4.
6. نحن نسلم بأن أعضاء منظمة التجارة العالمية ذوي قدرات التصنيع غير الكافية أو بدونها في قطاع الصيدلة قد يواجهون صعوبات في الاستفادة الفعالة من الترخيص الإجباري بموجب اتفاق تريبس. إننا نطلب من مجلس تريبس إيجاد حل سريع لهذه المشكلة وتقديم تقرير إلى المجلس العام قبل نهاية عام 2002.
7. نؤكد من جديد على التزام الأعضاء من البلدان المتقدمة لتوفير حوافز للشركات والمؤسسات لتعزيز وتشجيع نقل التكنولوجيا إلى البلدان الأعضاء الأقل نموا وفقا للمادة 66.2. ونحن نتفق أيضا على أن البلدان الأعضاء الأقل نموا تكون ملزمة، فيما يتعلق بالمنتجات الدوائية، بتنفيذ أو تطبيق القسمين 5 و 7 من الجزء الثاني من اتفاق تريبس أو إنفاذ الحقوق المنصوص عليها في هذه الأقسام حتى 1 يناير 2016، دون المساس بحق الأعضاء من البلدان الأقل نموا في التماس تمديدات أخرى من الفترات الانتقالية على النحو المنصوص عليه في المادة 66.1 من اتفاق تريبس. إننا نطلب من مجلس تريبس اتخاذ الإجراءات اللازمة لإنفاذ هذا وفقا للمادة 66.1 من اتفاق تريبس.

## وصلات خارجية
- نص تصريح الدوحة (لغة إنكليزية)